# Memory Lane: The Best of McFly
Memory Lane: The Best of McFly to druga składanka z największymi hitami brytyjskiego zespołu McFly. Zawiera większość singli zespołu, a także wiele utworów, które nie ukazały się wcześniej na żadnej płycie. Album został wydany 26 listopada 2012 roku, promował go singiel „Love is Easy”. Na płycie znalazły się jeszcze cztery nowe utwory: „Do Whatcha”, „Down Down”, „Mess Around You” oraz „Cherry Cola”. Album został wydany w dwóch wersjach: jednopłytowej oraz dwupłytowej Deluxe Version.

## Utwory

### CD 1
1. „Love Is Easy” (Tom Fletcher, Danny Jones, Dougie Poynter)
2. „Shine a Light” (featuring Taio Cruz) (Fletcher, Jones, Cruz)
3. „Party Girl” (Dallas Austin, Fletcher, Jones, Poynter)
4. „Falling in Love” (Jones, Fletcher, Jason Perry)
5. „Do Ya” (Fletcher, Jones, Poynter, James Bourne)
6. „Lies” (Fletcher, Jones, Poynter)
7. „One for the Radio” (Fletcher)
8. „The Heart Never Lies” (Fletcher)
9. „Transylvania” (Poynter, Fletcher)
10. „Friday Night” (Fletcher, Jones, Poynter, Perry, Julian Emery, Daniel Carter)
11. „Star Girl” (Fletcher, Jones, Poynter, Harry Judd, Perry, Julian Emery, Daniel Carter)
12. „Don’t Stop Me Now” (Freddie Mercury)
13. „I'll Be OK” (Fletcher, Jones, Poynter)
14. „All About You” (Fletcher)
15. „Room on the Third Floor” (Fletcher, Jones)
16. „Obviously” (Fletcher, Jones, Bourne)
17. „Five Colours in Her Hair” (Fletcher, Jones, Bourne, Ben Sargeant)
18. „Do Watcha” (Fletcher, Jones, Poynter)
19. „Cherry Cola” (Fletcher, Jones, Poynter)
20. „That Girl” (Original 2003 Demo) (Fletcher, Bourne)
21. „Obviously” (Original 2003 Demo) (Fletcher, Jones, Bourne)
22. „Memory Lane” (Fletcher, Bourne)

### CD 2
1. „Umbrella” (Jay-Z, Kuk Harrell, Terius Nash, Christopher „Tricky” Stewart)
2. „Lola” (featuring Busted) (Ray Davies)
3. „The Guy Who Turned Her Down” (Fletcher, Bourne)
4. „Get Over You” (Fletcher, Bourne)
5. „You've Got a Friend” (Carole King)
6. „No Worries” (Fletcher, Bourne, Charlie Simpson)
7. „Silence Is A Scary Sound” (Live at the Manchester Arena) (Poynter)
8. „Sunny Side of the Street” (Demo) (Fletcher, Jones, Anthony Brant)
9. „Memory Lane” (Original 2003 Demo) (Fletcher, Bourne)
10. „Surfer Babe” (Original 2003 Demo) (Fletcher, Bourne)
11. „Ignorance” (Poynter)
12. „Down Down” (Fletcher, Jones, Poynter, Judd)
13. „Mess Around You” (Fletcher, Jones, Poynter, Judd)
14. „Rockin’ Robin” (Jimmie Thomas)
15. „POV” (Fletcher)
16. „She Loves You” (John Lennon, Paul McCartney)
17. „Mr. Brightside” (Brandon Flowers, Dave Keuning)
18. „Little Joanna” (Fletcher, Poynter, Jones, Matthew Fletcher)
19. „Bubblewrap” (Fletcher)
20. „Five Colours in Her Hair” (US Version) (Fletcher, Jones, Bourne, Ben Sargeant)